# Efekt Zeemana

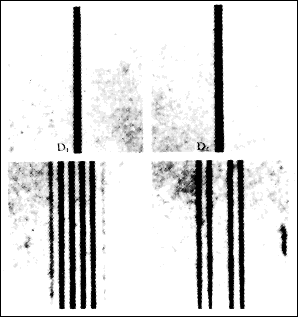
Rozszczepienie linii sodu.

Schemat poziomów energii i przejść dozwolonych dla dubletu p-s: a) z lewej – brak pola magnetycznego, b) z prawej – próbka umieszczona w polu magnetycznym.

Efekt Zeemana – zjawisko fizyczne, które polega na rozszczepieniu obserwowanych linii spektralnych na składowe, gdy próbka emitująca promieniowanie zostaje umieszczona w polu magnetycznym.
Ponieważ odległość między pod-poziomami Zeemana jest zależna od wielkości pola magnetycznego, efekt ten można wykorzystać do pomiaru tego pola. Efekt Zeemana jest bardzo ważny w zastosowaniach takich jak NMR, EPR, MRI i w spektroskopii Mössbauera.

## Historia
Efekt Zeemana po raz pierwszy zaobserwował holenderski fizyk Pieter Zeeman w 1896, który badał za pomocą spektrografu żółte linie D pochodzące od płomienia sodowego umieszczonego między biegunami silnego magnesu trwałego. W roku 1902 za powyższe osiągnięcie został uhonorowany Nagrodą Nobla.
Odróżnia się normalne zjawisko Zeemana (dla cząstek o zerowym spinie) oraz anomalne zjawisko Zeemana (dla cząstek o niezerowym spinie). To ostatnie zostało wyjaśnione na gruncie fizyki kwantowej, na podstawie rozwiązania równania Pauliego.

## Wyjaśnienie

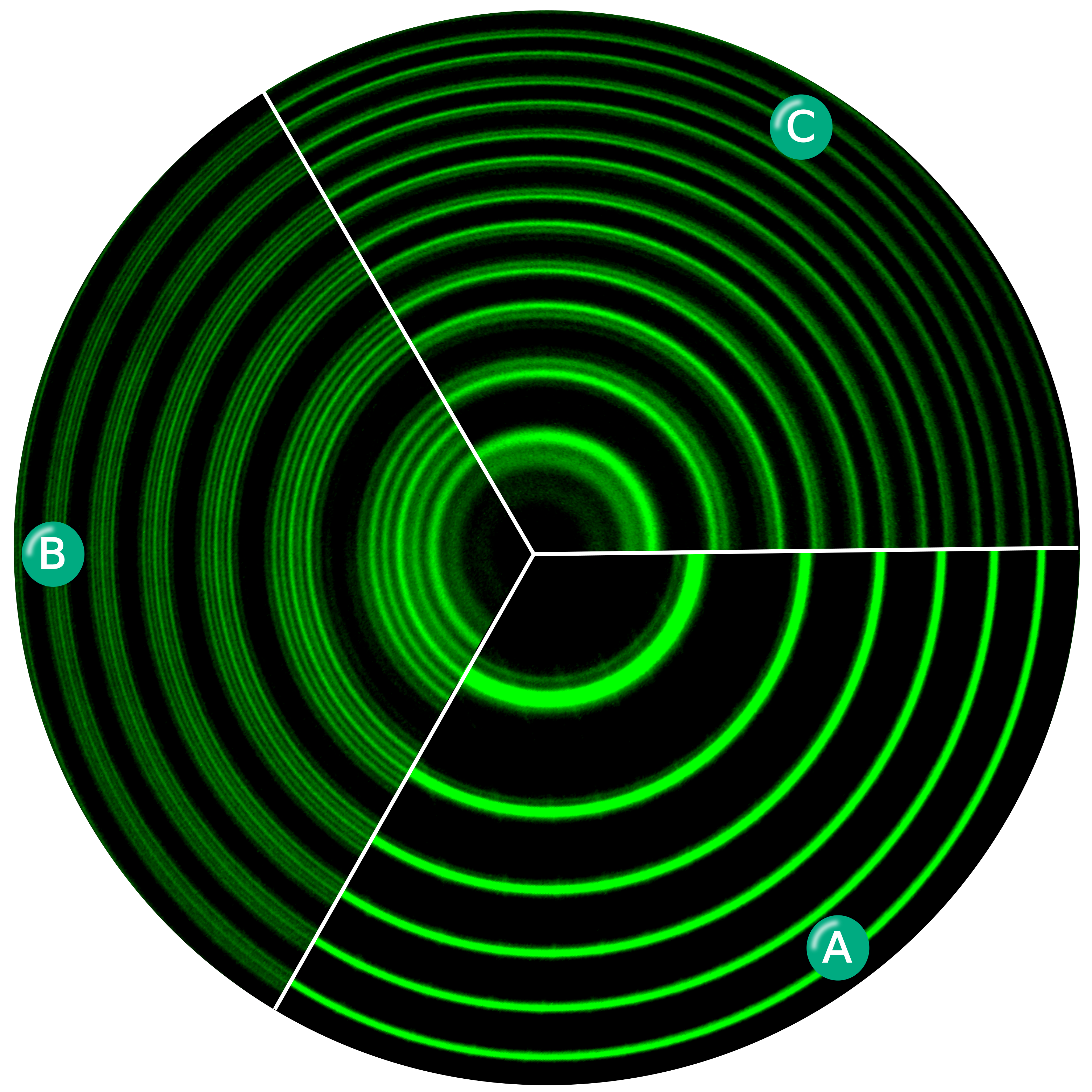
Linie widmowe par rtęci o długości 546.1 nm. A. Brak pola magnetycznego. B. W polu magnetycznym, rozszczepienie linii – poprzeczny efekt Zeemana. C. W polu magnetycznym, rozszczepienie linii – podłużny efekt Zeemana. Linie widmowe uzyskano za pomocą interferometru Fabry’ego-Perota.

Gdy brak jest zewnętrznego pola magnetycznego, to poziomy energetyczne w atomach i cząsteczkach są zdegenerowane, tzn. więcej niż jeden elektron jest w stanie o tej samej energii. Atomy (cząsteczki) mogą być wtedy wzbudzone do tego samego poziomu energetycznego i emitować fotony o identycznych energiach, które dają wkład do tej samej linii spektralnej.
Umieszczenie atomów w zewnętrznym polu magnetycznym znosi degenerację poziomów energetycznych: elektrony przyjmują wtedy różne stany energii, opisane różnymi stanami orbitalnego momentu pędu oraz różnymi stanami spinowymi. Rozsunięcie się poziomów energetycznych powoduje, że pojawiają się nowe wartości energii dla dozwolonych przejść elektronów – w miejsce jednej linii pojawia się kilka blisko siebie położonych linii spektralnych.
Wyróżnia się przy tym dwa rodzaje efektów: normalny oraz anomalny efekt Zeemana.

### Normalny efekt Zeemana
Normalny efekt Zeemana powstaje, gdy spin walencyjnej powłoki atomowej jest równy zero. Wartość rozszczepienia poziomów energetycznych elektronów może zostać obliczona na podstawie wzoru półklasycznego (czyli takiego, jaki wyprowadzono po odkryciu efektu Zeemana, ale przed odkryciem spinu). Zmianę energii atomu po umieszczeniu go w zewnętrznym polu magnetycznym wyraża wzór:
{\displaystyle \Delta E=m_{J}\cdot B\cdot \mu _{B},}
gdzie:
{\displaystyle m_{J}} – liczba kwantowa rzutu momentu magnetycznego,
{\displaystyle B} – indukcja magnetyczna,
{\displaystyle \mu _{B}=e\hbar /2m_{e}} – magneton Bohra.
Efekt ten został wyjaśniony na gruncie fizyki klasycznej przez Lorentza.

### Anomalny efekt Zeemana

Rozszczepienie Zeemana poziomu 5s rubidu Rb-87 w zależności od natężenia pola magnetycznego, zawierające rozszczepienie subtelne i nadsubtelne. Tutaj F = J + I, gdzie I – spin jądra (dla Rb-87, I = 3/2)

Anomalny efekt Zeemana powstaje, gdy spin walencyjnej powłoki atomowej jest różny od zera. Wówczas zmiana energii opisana jest wzorem:
{\displaystyle \Delta E=m_{J}\cdot B\cdot \mu _{B}\cdot g,}
gdzie:
{\displaystyle g=1+{\frac {J(J+1)+S(S+1)-L(L+1)}{2J(J+1)}}} – czynnik Landégo,
{\displaystyle J,S,L} – liczby kwantowe odpowiednio całkowitego momentu pędu, spinu i orbitalnego momentu pędu.
Efekt ten został wyjaśniony na gruncie fizyki kwantowej, na podstawie rozwiązania równania Pauliego dla przypadku cząstki obdarzonej spinem, umieszczonej w polu magnetycznym.